# Lophopoenopsis
Lophopoenopsis is een kevergeslacht uit de familie van de boktorren (Cerambycidae). De wetenschappelijke naam van het geslacht werd voor het eerst geldig gepubliceerd in 1931 door Melzer.

## Soorten
Lophopoenopsis omvat de volgende soorten:
- Lophopoenopsis albosparsus Monné M. A. & Monné M. L., 2007
- Lophopoenopsis itatiaiensis Monné M. L. & Monné M. A., 2012
- Lophopoenopsis singulare Melzer, 1931